# List
List (latinsko folium) je poleg stebla in korenine eden od treh glavnih rastlinskih organov. Najdemo jih pri brstnicah, steljčnice namreč nimajo oblikovanih organov. 
Poleg zelenih listov, v katerih poteka fotosinteza, so se razvili tudi listi, ki opravljajo druge naloge, na primer ščitijo brste, sestavljajo in ščitijo socvetja ali posamezne cvetove. Te vrste listov se vedno pojavljajo pri golosemenkah in kritosemenkah. To so listi, ki so preobraženi v trne, vitice, žleze, pasti za žuželke ali organe za shranjevanje.

## Morfologija
Strukturno popoln list kritosemenke sestavljajo listni pecelj, listna ploskev, prilisti (majhne strukture na kateri koli strani listnega peclja) in listna nožnica. Vsaka vrsta nima listov z vsemi temi strukturnimi komponentami.  Lamina je razprostrta, sploščena komponenta lista, ki vsebuje kloroplaste. Listna nožnica je struktura, običajno na bazi, ki v celoti ali delno objema steblo nad nodijem, kjer je list pritrjen. Listne nožnice so običajne pri travah (Poaceae) in kobulnicah (Apiaceae). Med listno nožnico in listno ploskvijo je lahko psevdopecelj, ki je peclju podobna struktura. Psevdopeclji se pojavljajo pri nekaterih enokaličnicah, vključno z bananami, palmovkami in bambusi. Listni peclji so lahko vidni (npr. metuljnice – Fabaceae) in vrtnica), kmalu odpadejo ali sicer niso očitni, kot pri murvovkah (Fabaceae), ali so sploh odostni, kot pri magnolijevkah (Magnoliaceae). Listni pecelj je lahko odsoten ali pa listna ploskev ni sploščena. Listni pecelj mehansko povezuje list z rastlino in je pot za prenos vode in sladkorjev v list in iz njega. Listna ploskev je običajno mesto, kjer poteka večina fotosinteze. Zgornji adaksialni (nasprotniosni) kot med listom in pecljem se imenuje zalistje. To je pogosto mesto brsta, ki ga imenujemo zalistni brst.
Zunanje značilnosti lista, kot so oblika, rob, dlačice, listni pecelj in prisotnost prilistov in žlez, so pogosto pomembne za določitev družine, rodu ali vrste rastline. Botaniki so zato za opis značilnosti morfologije rastlin razvili bogato izrazje. Listi imajo skoraj vedno determinirano rast. Oblikujejo značilne vzorce in obliko in nato prenehajo rasti. Drugi rastlinski deli, kot so stebla ali korenine, imajo nedeterminirano rast in običajno rastejo, dokler je na voljo dovolj virov.
Zgradba in videz lista sta običajno značilna za vrsto (monomorfizem), nekatere vrste pa imajo tudi več kot en tip listov (dimorfizem ali polimorfizem). Najdaljši listi so pri rafiji R. regalis, ki lahko dosežejo dolžino 25 m in širino 3 m. Če so listi bazalni in ležijo na tleh, pravimo, da so polegli.

## Funkcija in vrste listov
Osnovni funkciji listov sta fotosinteza (izgradnja glukoze in kisika iz ogljikovega dioksida in vode ob prisotnosti svetlobe) in transpiracija (oddajanje vode), čemur so tudi anatomsko prilagojeni. So namreč ploščati, da zajamejo čim več svetlobe, na spodnji povrhnjici (včasih tudi na zgornji) pa se nahajajo listne reže, skozi katere vdira ogljikov dioksid, izhajata pa kisik in voda. Poleg tega pa listi opravljajo še vlogo izmenjave plinov, shranjevanja, prebave, opore, zaščite in celo hlajenja.

### Fotosinteza
Fotosinteza imenujemo spreminjanje vode z rudninskimi snovmi in ogljikovega dioksida s pomočjo klorofila in svetlobe v sladkor. Fotosinteza je kemijska reakcija, ki poteka v zelenih rastlinah pod vplivom sončne energije. Med fotosintezo živi organizem sprejema toplotno in svetlobno energijo in jo shranjuje kot kemično energijo v glukozi. Vodo in rudninske snovi srka rastlina iz zemlje prek korenin, ogljikov dioksid pa dobi iz zraka. Klorofil katalizira reakcijo.
Formula za fotosintezo:
CO2 + H2O + svetloba → kloroplast, mineralne snovi, voda za transpiracijo ali vodno okolje → (C6H10O6)n + O2
Zahteve za fotosintezo:
- Svetloba

- Za fotosintezo je potrebna svetloba.
- Za prestrezanje svetlobe je potrebna velika površina – listi so veliki, ploščati, jih je veliko. Razporejeni tako, da se med seboj ne senčijo.
- Velika površina lista pomeni veliko izgubo vode skozi površino lista. Zato je povrhnjica lista prekrita s kutikulo, voskom, laski. Celice v povrhnjici so dobro zlepljene skupaj (edini medcelični prostor v povrhnjici so reže).

- Kloroplast

- Za fotosintezo je potrebno veliko kloroplastov (klorenhim) na najbolj osvetljeni površini lista
- Za poganjanje fotosinteze v kloroplastu je potrebna svetloba
- Za poganjanje fotosinteze mora foton zadeti molekulo klorofila – celice povrhnjice fokusirajo svetlobo v območje stebričastega tkiva, žarek se odbija po notranjosti lista. V notranjosti lista je lahko jakost svetlobe več kot desetkrat višja, kot je jakost svetlobe, ki pada na list.
- Fotosintezni aparat v kloroplastu lahko poškoduje premočna svetloba ali UV-sevanje - del svetlobe se odbije na površini lista, UV pa se absorbira v celicah povrhnjice (flavonoidi).

- Izmenjava plinov

- Za fotosintezo je potrebna izmenjava plinov – celice povrhnjice so zlepljene skupaj, vendar so v povrhnjici reže
- Izguba vode skozi reže se omejuje z regulacijo odpiranja in zapiranja rež.
- Reže so samo na spodnji povrhnjici (ali pa je rež malo na zgornji povrhnjici in veliko na spodnji). Zgornja povrnjica se na soncu bolj segreva kot spodnja.
- Potreben je razvejan ksilemski sistem v listu, ki dovaja dovolj vode za transpiracijo

- Razporejanje plinov znotraj listov

- CO2 vstopi v list skozi režo in nato potuje do fotosinteznih celic skozi gobasto tkivo z medceličnimi prostori (aerenhim).

- Transportni sistem

- S fotosintezo nastane veliko organskih snovi, ki jih je potrebno dovesti v vse dele rastline. To se izvede s pomočjo razvejanega floemskega sistema v listu.

### Transpiracija
Transpiracija je fizikalni proces, ki poteka v listu. Višje rastline sprejemajo iz tal s pomočjo korenin vodo in ione. Transport snovi poteka v listne vršičke in liste s transpiracijskim tokom, ki ga omogoča izhlapevanje vode iz listov, čemur pravimo transpiracija. Po drugi strani nastajajo v procesu fotosinteze snovi, ki so potrebne vsem ostalim delom rastline in se prenašajo v obratni smeri po asimilatnem toku.
Je zelo pomembno za vsako rastlino, predvsem za njeno rast in njen razvoj.

### Dihanje rastlin
Rastline energijo za življenje sproščajo z dihanjem, predvsem iz sladkorja. Za dihanje potrebni kisik sprejemajo iz zraka, ki prihaja v zelene liste skozi listne reže. Pri dihanju pa nastaja kot odpadna snov v celicah drug plin, to je ogljikov dioksid. Rastline ga izločajo po isti poti, po kateri sprejemajo kisik - skozi reže.
Formula za dihanje:
O2 + (C6H10O6)n → CO2 + H2O + energija

### Razmnoževanje
Listi rastlin, ki sodelujejo pri razmnoževanju:
- trosni listi (sporofili), ki nosijo sporangije;
- cvetni listi (periant, cvetno odevalo, čašni in venčni listi)
- venec (corolla); venčni listi (petal); prašniki (androeceum) - mikrosporofili;
- plodni listi (karpel): pestič nastane z zraščanjem enega (apokarpen pestič) ali več plodnih listov (sinkarpen ali cenokarpen pestič). Sestavljen je iz plodnice, v kateri so semenske zasnove, vratu (lahko manjka) in ene ali več brazd. Skupno ime za vse karpele enega cveta je ginecej (gynoecium).

### Zaščita
- Dnični listi, ki ščitijo rastni vršiček stebla v mirovanju (tegment) so običajno enostavnih oblik. Po navadi so luskasti in se nahajajo na podzemskih steblih ali pri dnu stebla, pod stebelnimi listi.
- Ovršni listi (brakteje), ki ščitijo cvet ali socvetje, se razvijejo na poganjku nad stebelnimi listi. To so podporni listi ali brakteje, ki so pogosto barviti. Nekateri štejejo k ovršnim listom tudi cvetne liste.
- Krovni list ščiti rastni vršiček pri obstranski razrasti

### Založna funkcija
- Klični listi (cotyledonis) so nadzemski poganjki kaleče mlade rastline. Rastlina ima najprej samo 1, 2 ali več enostavno oblikovanih kličnih listov, ki običajno kmalu propadejo.
- Preobraženi listi v čebulah (dnični listi, zeleni listi): čebula, zeljna glava, glavata solata, radiči.

### Rast listov
Univerzalna značilnost rastlinskega razvoja je neprekinjeno nastajanje listnih zasnov (primordijev). Rastlina vzorec nastajanja listnih zasnov, ki je določen že med embriogenezo, vzdržuje vse življenje. Z diferenciacijo in rastjo listnih zasnov se razvijejo različni tipi listov. 
Listi na rastlinah imajo omejeno rast, izjema je  velbičevka (Welwitschia), katere listi rastejo neomejeno. Vse življenje ima le dva lista.

## Filotaksija
Listi nastajajo na rastlini v pravilnem vzorcu – filotaksiji, ki določa, kako so na steblu nameščeni listi, da ne bi zasenčevali eden drugega. Filotaksija je značilnost rastlinske vrste in nam pove, koliko listov je v posameznem kolencu in kje v njem so pritrjeni. 
Glavne vrste namestitve:
- Premenjalna ali spiralasta – v vsakem kolencu je samo en list, ki je v sosednjem kolencu pod kotom, ki je manjši od 180º (ni na nasprotni strani stebla).
- Dvoredna – premenjalni listi (v vsakem vretencu po en list) so na nasprotnih straneh stebla, tako da so vsi isti le v 2 vrstah.
- Pritlična – vsi listi izraščajo pri dnu stebla in sestavljajo listno rozeto.
- Nasprotna – v vsakem kolencu sta drug nasproti drugemu po 2 lista.
- Navzkrižna – nasprotna lista sta nameščena pravokotno na lista sosednjega kolenca, tako da skupaj tvorijo križ.
- Vretenčasta – v vsakem kolencu so trije ali več listov.

## Zeleni listi
Na nadzemskih poganjkih je največ stebelnih ali pravih zelenih listov (trofofili). Prvi (mladostni ali primarni listi) so pogosto drugačnih oblik kot listi na starejših delih rastline.
Vsi listi se razlikujejo po svoji zgornji in spodnji površini. Pri večini dreves je zgornja površina bolj zelena in bolj gladka, ker imajo vlakna in žile na spodnji površini. Mnoge rastline obračajo svoje organe proti svetlobi (da pridobijo največji izkoristek) oz. še večkrat, da se direktni svetlobi umaknejo (da jih sončna energija zaradi prevelike intenzitete ne poškoduje). 
Listi se razlikujejo tako po zgradbi kot po funkciji, razlike pa obstajajo tudi pri anatomski sestavi lista. Različne so oblike listov. Nekatera drevesa imajo široke (trta, figovec, platana), druga ozke liste (oljka, granatno jabolko), tretja imajo liste preoblikovane v iglice (macesen, bor, smreka), četrta imajo mesnate liste (homuljica, netresk). Opazimo lahko od okroglih listov hruške, do ovalnih listov jablane, do žagastih kot pri praprotih. Nekateri listi imajo peclje, nekateri so brez njih. 
Različna je tudi lega izraščanja. Pri večini dreves rastejo listi iz vej, pri nekaterih tudi iz vejic, pri hrastu tudi iz stebla, pri večini lončnic pa kar neposredno iz podzemnega stebla (čebula, česen, cikorija).

### Deli lista
Osnovna delitev lista:
- Listna ploskev je večinoma sploščena, včasih tudi valjasta ali cevasta.
- Listni pecelj je nosilec listne ploskve.
- Listno dno je običajno odebeljen spodnji del lista.

Drugi deli lista so še:
- Listna nožnica je cevasto oblikovano listno dno, ki obdaja steblo (npr. pri travah) ali trebušasto razširjeno listno dno (npr. pri kobulnicah).
- Listna kožica je kožnata tvorba na prehodu listne nožnice v listno ploskev pri travah in šaših.
- Listna škornjica je cevasta tvorba, nastala iz zraslih prilistov, ki obdaja steblo nad kolencem (npr. pri dresnovkah).
- Prilisti so majhnim listom podobni priveski, ki so pri dvokaličnicah nameščeni na listnem dnu.
- Listno vreteno je podaljšek peclja, osrednja žila pri pernato razrezanem ali pernato sestavljenem tipu listne ploskve.
- Listič je del listne ploskve pri sestavljenem listu.

### Morfološke značilnosti zelenih listov

#### Oblike listne ploskve
Po obliki listne ploskve razlikujemo:

- Enostavni (enojni) liste so lahko celi ali pa deljeni. Imajo en sam pecelj in odpadejo z rastline kot celota. Celi listi nimajo globljih zarez, le po robu so včasih nazobčani.

Celi listi (in lističi sestavljenih listov) imajo lahko obliko, ki jo označujemo z imeni podobnih geometrijskih likov (okrogel, trikotni, eliptični ...) ali znanih premetov (igličasti, črtalasti, suličasti, podolgasti, jajčasti, narobe jajčasti, lopatičasti, srčasti, narobe srčasti, ščitasti, ledvičasti, kopjasti, puščičasti).
Deljeni listi imajo globlje zareze, zato je listna ploskev deljena na segmente. Segmente zadnjega reda imenujemo tudi roglji. Ti niso členasto spojeni s pecljem ali osrednjo žilo, zato deljeni listi jeseni odpadejo kot celota. Po smeri zarez razlikujemo: dlanasto deljeni, če listne krpe ali roglji izhajajo iz listnega dna, in pernato deljeni, če listne krpe ali roglji izhajajo iz osrednje žile. Po globini zarez so deljeni listi: krpati, če zareze segajo manj ko do četrtine listne ploskve; nacepljeni, če zareze segajo do sredine listne ploskve; razdeljeni, če zareze segajo čez polovico, vendar ne do dna lista ali do glavne žile; razrezani, če zareze segajo do dna listne ploskve ali do glavne žile. Obliko deljenih listov označimo s kombinacijo opisa smeri in globine zarez (pernato krpat, dlanasto razrezan ...). Glede na število rogljev ali krp so deljeni listi trokrpi, trojno nacepljeni, trojno razdeljeni, dlanasto ali pernato petero-, sedmero-, deveterokrpi, ter dlanasto ali pernato peterno sedmerno, dveterno nacepljeni, razdeljeni, razrezani. Deljeni listi so lahko tudi listni roglji ali krpe, tedaj govorimo o dvakrat, trikrat ali večkrat deljenih listih.
- Sestavljeni listi imajo listno ploskev sestavljeno iz manjših lističev. Lističi so členasto spojeni z vrhom peclja ali z listnim vretenom. Lističi lahko jeseni odpadajo posamično.

Po načinu razvrstitve lističev so sestavljeni listi lahko dlanasti (vsi lističi prstasto rastejo iz enega mesta na skupnem peclju) ali pernati (lističi so parno nameščeni na nasprotnih straneh skupnega peclja). Pernati listi so lahko lihopernati (neparnopernati), poleg dvojice lističev ob strani je razvit tudi listič na koncu skupnega peclja ali sodopernati (parnopernati), končnega lističa ni ali pa je preobražen v listno vitico.
- Enostavni celi list
- Enostavni deljeni list
- Sestavljeni list

#### Oblike listnih robov
- resast
- zaobljeno nazobčan
- drobno zaobljeno nazobčan
- grobo nazobčan
- drobno nazobčan
- celorob
- razrezan
- krpat
- dlanasto deljen
- pernato deljen
- pernatokrpat
- napiljen
- drobno napiljen
- valovit
- trnat
- naguban

#### Razporeditev žil
Razporeditev žil v listu:
- vilasta žilnatost – žile se vilasto razraščajo in glavne žile ni (venerini lasci). Včasih so vilasto razvejane samo stranske žile (lokvanj).
- mrežasta žilnatost – močnejša osrednja žila se razrašča v večje število stranskih, ki se znova razraščajo in delajo mrežast preplet. Če se stranske žile odcepljajo od glavne na istem mestu, je list dlanasto mrežasto žilnat. Če se stranske žile odcepljajo od glavne na vsaki strani po vsej njeni dolžini, je list pernato mrežasto žilnat.
- progasta žilnatost – v listni ploskvi potekajo v vzdolžni smeri enake žile brez stranskih žil. Lahko so medsebojno prečno povezane.

#### Pritrditev lista na rastlino
Stebelni listi se na različne načine zraščajo s steblom.
| Najpogostejše pritrditve listov na steblu | Najpogostejše pritrditve listov na steblu              | Najpogostejše pritrditve listov na steblu | Najpogostejše pritrditve listov na steblu | Najpogostejše pritrditve listov na steblu  | Najpogostejše pritrditve listov na steblu     |
| ----------------------------------------- | ------------------------------------------------------ | ----------------------------------------- | ----------------------------------------- | ------------------------------------------ | --------------------------------------------- |
|                                           |                                                        |                                           |                                           |                                            |                                               |
| sedeč Convallaria majalis šmarnica        | pecljat Saxifraga rotundifolia okroglolistni kamnokreč | objemajoč Cirsium oleraceum mehki osat    | prerasel Lonicera caprifolium kovačnik    | uhat Arabis turrita slokastoplodni repnjak | obraščajoč Symphytum officinale navadni gabez |

- Sedeč list je brez peclja in listno dno ni posebej izoblikovano.
- Pecljat list je izrazit in se ostro razlikuje od listne ploskve.
- Objemajoč list – spodnji del listne ploskve povsem ali deloma objema steblo.
- Prerasel list – dva nasprotna lista istega kolenca sta pri dnu zraščena skupaj.
- Uhat list – na spodnjem delu listne ploskve sta dve ušesasti krpi ali priveska.
- Obraščajoč list – spodnji del lista poteka v obliki robatega grebena od prirastišča malo po steblu navzdol.

#### Čvrstost listov in njihova življenjska doba
Življenjska doba listov:
- Listopadni listi – večina rastlin z zmerno toplim podnebjem ima liste, ki so na rastlini le eno sezono, saj pred zimo odpadejo.
- Vednozeleni – manjše število rastlin ima vednozelene liste, ki ostanejo na rastlini vsaj dve vegaticijski obdobji (večina iglavcev).
- Zimzeleneni – maloštevilne rastline imajo zimzelene liste, ki sicer prezimijo, vendar na začetku drugega vegetacijskega obdobja propadejo (črni teloh).

Čvrstost listov:
- Zelnat list je mehak in hitro vene.
- Kožnat list je tanek.
- Usnjat list (sklerofilen) je trden in počasi vene.
- Mesnat list (sukulenten) je debel in sočen.

### Anatomija zelenega lista

#### Kutikula in povrhnjica (epiderm)
Zunanjost lista prekriva hidrofobna plast, imenovana kutikula, ki je sestavljena iz kutina. 
Pod kutikulo je povrhnjica (epiderm). Zgornja povrhnjica iz ene ali dveh plasti celic zmanjšuje izgubo vode (ali s kutikulo ali z epidermalnimi laski, ki zadržujejo vlago in odbijajo svetlobo) in ščiti pred okužbami, tako da je notranjost lista sterilna. Je propustna za svetlobo. Spodnja povrhnjica ima podobno zaščitno funkcijo kot zgornja. Kutikula je tu običajno tanjša. Sestavljeni sta iz neobarvane plasti celic, ki ležijo tesno druga ob drugi. Vendar so na spodnji povrhnjici odprtine, imenovane listne reže.
Celice zapiralke so v parih so razporejene med celicami spodnje povrhnjice, ki ni neposredno izpostavljena sončnim žarkom. Zapiralki uplahneta ali nabrekneta - med njima se odpre ali zapre listna reža. Skozi listne reže se izmenjujejo plini med listom in okolico.

#### Palisadni mezofil ali stebričasto tkivo
Stebričasta plast (palisadni mezofil) je v zgornji plasti listne sredice in je pri večini listov tik pod zgornjo povrhnjico. Sestavljajo jo tesno zložene celice s številnimi kloroplasti. Oblika celic spominja na stebre. Prestreza večino sončnih žarkov. Tu poteka večidel fotosinteze. Zaradi prisotnosti kloroplastov, v katerih je klorofil, tako tkivo imenujemo tudi klorenhim.

#### Prevodni sistem lista
Prevodno tkivo vstopa v list v kolencih stebla v obliki listnih sledi, ki so lahko neodvisne, lahko se med sabo zlivajo ali se razvejijo. V tem delu je skorja pogosto rahlo nabrekla in širša kot v členku. Če se jasno razlikuje od skorje členka ima posebno ime - listno dno ali listna baza.
Ksilemska cev prinaša vodo iz stebla v liste in jo razporeja po stebričastem tkivu. Močno olesenele celične stene pomagajo pri opiranju listne ploskve.
Sitaste cevi v floemu sprejemajo produkte fotosinteze (predvsem saharozo) in jih prenašajo v steblo.

#### Gobasto tkivo
Gobasto tkivo so celice različnih oblik med katerimi so večji zračni prostori skozi katere difundirajo plini, ki se izmenjujejo skozi listne reže v spodnji povrhnjici. S površine teh celic izhlapeva voda. So rahlo zeleno obarvane, ker vsebujejo malo klorofila.

#### Tipi listov glede na listno zasnovo
Glede na pospešeni razvoj zgornje in spodnje ploskve listne zasnove ločimo dva osnovna tipa listov:
- Bifacialni tip lista (latinsko bi = dva, facies = obraz) nastane tedaj, ko se enakomerno razvijeta zgornja in spodnja ploskev.

- Normalni (dorziventralni) bifacialni ploščati list so najpogostejša oblika bifacialnih listov. Zgoraj imajo palisadno tkivo, spodaj pa gobasto tkivo.
- Inverzni bifacialni ploščati list (čemaž Allium ursinum) imajo palisadno tkivo na spodnji strani, ker se ti listi prilegajo steblu in je njihova spodnja stran usmerjena k svetlobi.
- Ekvifacialni listi (latinsko aequus = enak, facies = obraz) imajo palisadno tkivo razvito na zgornji in spodnji strani - ekv. ploščati list (pripotna ločika Lactuca serriola), ekv. igličasti list (bor Pinus), ekv. okrogli list (bela homulica Sedum album).

- Unifacialni tip lista (latinsko unus = eden, facies = obraz) nastane tedaj, če se razvija samo spodnja ploskev listne zasnove, medtem ko se zgornja razvije le minimalno. Listna sredica (asimilacijski parenhim) je enotna in vsestransko razvita.

- Okrogli unifacialni listi (čebula Allium cepa, navadno ločje Juncus effusus) so pogostejši. Pri njih so žile razporejene v obliki kolobarja in orientirane s svojimi vodovodnimi deli (ksilem) proti sredini lista.
- Unifacialni ploščati list (perunika Iris) se je razvil iz okroglega unifacialnega lista po naknadni sploščitvi.

## Zeleni listi, prilagojeni posebnim rastnim razmeram

### Sončni in senčni listi
Na zgradbo zrelega lista pri vseh semenkah izjemno vpliva jakost osvetljenosti med razvojem lista. Pomembna sta tako intenziteta svetlobe kot tudi vrsta svetlobe, ki ji je list izpostavljen. Glede na svetlobe razmere lahko rastlina izdela različne liste. Listi, izpostavljeni močni svetlobi, so sončni listi.
- Sončni listi so praviloma manjši od senčnih, saj potrebujejo manjšo učinkovito površino za absorbiranje svetlobe, hkrati pa še ne smejo preveč osenčevati njim spodnjih listov.
- Žile so pri senčnem listu manj poudarjene, mehansko in prevajalno tkivo je slabše razvito, saj je tudi v žilah manj opornega tkiva.
- Sončni listi imajo debelejšo kutikulo, ki jim pomaga pri odbijanju svetlobe in zaščiti notranjih tkiv pred sevanjem. Sicer pa so tudi sami listi debelejši. Senčni so tako tanjši in mehkejši.
- Količina in razporeditev gobastega in stebričastega tkiva je različna in povezana z reguliranjem svetlobe in CO2. V sončnih listih je več zbitega stebričastega tkiva z visokimi celicami, senčni listi imajo slabo organizirano, tudi manjše, stebričasto tkivo in veliko medceličnih prostorov. Skladno z manjšim stebričastim tkivom je pri senčnih listih več gobastega tkiva.
- Kloroplasti senčnih celic imajo več klorofila b, zato so po navadi videti temnejši (sončne več klorofila a).
- Senčni list ima manj kloroplastov, a so ti večji kot pri sončnih.
- Senčni listi imajo velike epidermalne celice z izrazito lečasto obliko. Te celice imajo nalogo pri zbiranju svetlobe.
- Sončni listi imajo večjo gostoto listnih rež kar je povezano s povečano transpiracijo, ki naj bi pomagala pri hlajenju rastline. So pa celice rež pri senčnih listih večje kot pri sončnih, kajti s tem celice privarčuje na energiji.

### Kseromorfni listi
Izraz kseromorfen se uporablja za kserofite, ki imajo anatomske oblike prilagojene sušnim razmeram (sezonske ali stalne suše). V takih razmerah navadno voda ni edini omejujoči dejavnik. V mnogih puščavah so tla bogata z minerali do mere, da so preveč slana in zato toksična.
Prilagoditev na vodne razmere - dodatna zaščita površine lista pred izhlapevanjem vode:
- debela kutikula, večplastna povrhnjica, debele celične stene v povrhnjici, gosti laski, ki lahko zmanjšajo izhlapevanje vode s površine rastline, ker ustvarjajo plasti mirujočega zraka (visoka vlaga) na površini rastline.
- zaščita prostora okoli rež pred izhlapevanjem vode: trihomi okoli rež, vgreznjene reže (nameščene v votlini)
- dodatna opora: veliko sklerenhima, debele celične stene v povrhnjici in pod povrhnjico
- obramba pred rastlinojedci: bodice na listih, veliko sklerenhima (trdi listi), kopičenje snovi, ki odganjajo rastlinojedce (strupi, grenke snovi, smole)

Prilagoditev na prezimitev (suša – voda v tleh je zmrznjena) – listi golosemenk (iglice):
- debela kutikula, debele stene povrhnjice, sklerenhimske celice vsebujejo snovi, zaradi katerih so neužitni za rastlinojedce (npr. smole, strupi)

### Listi poikilohidrih rastlin
Majhna skupina rastlin se je prilagodila na dostopnost vode z zgradbo telesa, ki se lahko zelo spreminja v odvisnosti od razpoložljive vode. Celice, tkiva in organi takih rastlin sledijo ciklom ekstremne dehidracije in redehidracije.

### Listi z anatomijo Kranz
Posebna prilagoditev rastlin za preprepečevanje fotorespiracije v suhih in vročih območjih so listi z anatomijo Kranz (C4 anatomija ali venčasta (Kranz) anatomija). Značilni so za družino amarantovk, nekatere metlikovke, predvsem tropske trave (sladkorni trs in koruza), mlečkovke in tolščakovke. V takih listih poteka posebna oblika fotosinteze. 
Ni delitve listne sredice v palisadno in gobasto tkivo, temveč so celice listne sredice (mezofila) krožno urejene. Okoli listnih žil so velike celice, ki sestavljajo žilne ovoje. V teh celicah žilnih ovojev so veliki agranularni kloroplasti, ki vsebujejo več škroba in stromske tilakoide. Taka notranja zgradba listov je koristna prilagoditev navpični rasti listov teh rastlin, da lahko sprejmejo svetlobo z vseh strani.
Rastline, kot je sladkorni trs, se imenujejo C4 rastline, ker je prvi stabilni produkt fotosinteze spojina s 4 C-atomi. Čeprav nobena od reakcij pri C4 fotosintezi ni posebna, je ta fotosinteza zelo spremenila rast rastlin. Pri C4 rastlinah ni fotorespiracije. Te rastline lahko vežejo CO2 dokler notranja koncentracija ne doseže ničle. Tako lahko vežejo CO2 celo v vročih suhih dneh, ko reže ostajajo zaprte. Kot rezultat potrebujejo za fotosintezo tudi pol manj vode kot C3 rastline.

### Hidromorfni listi
Manjše število praproti in kritosemenk, se je drugotno vrnilo s kopnega v vodna okolja. Te rastline so hidrofiti. Zanje je značilno, da ima rastlina katere del je potopljen in drugi zračen, na različnih delih različno oblikovane liste. Listi, ki so zunaj vodnega okolja, imajo običajno anatomijo.
Hidromorfen plavajoč list:
- veliki medcelični prostori - aerenhim (plavanje, dovajanje kisika drugim delom rastline)
- reže samo v zgornji povrhnjici
- večplastno stebričasto tkivo (močna osončenost)
- dodatna zaščita pred vdorom vode
- ojačanje robov lista – debele celične stene zaradi preprečitve trganja listne ploskve zaradi valovanja
- malo sklerenhima, saj v vodi drži rastlino pokonci vzgon
- malo ksilema, ker oskrba z vodo ni problem

Hidromorfen potopljen list:
- malo svetlobe – kloroplasti tudi v povrhnjici, tanek list
- malo ksilema – oskrba z vodo ni problem
- malo sklerenhima – vzgon
- tanka kutikula, tanke celične stene
- ni listnih rež – sprejemanje raztopljenega CO2 iz vode
- majhen list – preprečitev trganja zaradi vodnega toka

## Preobraženi listi
Prebraženi listi so listi, ki opravljajo drugačno nalogo kot zeleni listi. Preobraženi listi se razvijejo iz prilistov (izrastek listne baze), ki se pojavlja pri dvokaličnicah. Če se listni pecelj preobrazi v listno ploskev gre za tvorbo, ki jo imenujemo filodij, preobrazi pa se lahko še v vitico, trn, mešičke ali pa imajo vrčasto obliko ali pa gre za ovršne liste.

### Dnični listi
Dnični listi ali katafili so listi, ki pred poškodbami ščitijo apikalne in zalistne brste v času mirovanja.

### Ovršni listi
Ovršni listi ali hipsofili so listi, ki se nahajajo v cvetni (reproduktivni) regiji in opravljajo različne vloge. Delovanje je podobno dničnim listom, le da se razvijejo in delujejo v začetku rastne sezone.

### Čašni listi
Čašni listi so najnižje in najbolj zunaj ležeči cvetni deli. Vretence z vsemi čašnimi listi se imenuje čaša ali kaliks. Čašni listi ščitijo razvijajoči se cvetni popek. Včasih njihovo vlogo prevzamejo venčni listi. V takih primeri so čašni listi lahko zelo zmanjšani ali pa jih sploh ni. Lahko so tudi obarvani in celi izločajo nektar (volčin, fuksija) in tako pomagajo privabljati opraševalce. V primerjavi z zelenimi listi so čašni listi kratkoživi, saj je njihova naloga opravljena, ko se cvet odpre.
Od vseh cvetnih delov so čašni listi morfološko najbolj podobni zelenim listom. Celice povrhnjice so velike, nepravilno oblikovane in podaljšane. Palisadnega parenhima navadno ni, v mezofilu pa je lahko zelo veliko klorenhima.

### Venčni listi
Venčni listi običajno sestavljajo drugo vretence v cvetu (venec ali korola) in skupaj s čašnimi listi oblikujejo cvetni periant. Tako kot čašni so tudi venčni listi podobni zelenim listom. So široki, tanki in ploski. Od zelenih listov se ločijo predvsem po pigmentih, ki so drugi kot klorofil. 
Venčni listi navadno optično privabljajo in usmerjajo opraševalce z razpoznavnimi vzorci. Poleg vidnih barv mnogi venčni listi vsebujejo tudi pigmente, ki absorbirajo UV-svetlobo in tako ustvarijo vzorce, ki jih vidijo le opraševalci.
Pri rastlinah, kjer pelod prenašata veter ali voda, je prišlo do izgube venčnih listov.

### Listna vitica
List se preobrazi v listno vitico, in sicer lahko le delno, tako da se v vitico spremeni le listno vreteno ali listna nožica. Vitice so vzpenjavke, ki imajo šibko steblo in se vzpenjajo po opori, podobne so nitkam, ki krožijo v zrak, dokler ne najdejo opore, ki se je lahko oprimejo, ovijejo okoli nje.
Primera take rastline sta grah in buča.

### Listni trn
Trni se razvijejo tik poleg zelenih listov z namenom, da ščitijo rastlino pred rastlinojedimi organizmi. Od bodice se razlikuje v tem da je tvorba lista in ne povrhnjice. Je olesenel, kar mu daje trdnost.
Primer rastline: kakteje, češmin, robinija

### Mesnati listi pri čebuli
Čebula navadne čebule je odebeljena nožnica pravih zelenih listov. Podzemsko čebulo obdajajo rjavi ali rdečkasto rjavi mrtvi, suhi luskolisti z oplutenimi celičnimi mrenicami, ki varujejo notranje dele čebule pred gnitjem. Proti notranjosti jim sledijo sočni in mesnati luskolisti, ki vsebujejo rezervne snovi, pa tudi ostro dišeča hlapljiva olja. Sredi tesno prilegajočih mesnatih luskolistov je kratko steblo. 

### Listi mesojedih rastlin
Listi mesojedih rastlin so preoblikovani v past in vsebujejo barvila flavonoide, naftokinone, antociane, kar ljudje vidimo rdeče do škrlatno, poseben vzorec pa se pokaže pri ultravijolični svetlobi.
- Živali se prilepijo na tekočino (Drosera, Pinguicula, Drosophyllum, Byblis), ki je aktivna snov v kapljicah (polisaharidi) in omogoča prilepljanje. Ko je žival ujeta, se prično proti žrtvi približevati okoliški žlezni laski, ki žrtev porivajo proti središču lista. Če je žrtev velika, se okoli nje ovije ves list.
- Živali padejo v vrček (Sarracenia, Nepenthes, Heliamphora, Cephalotus, Darlingtonia), ki je vedno pokončen, njegov vhod pa običajno prekriva poklopec. Ta preprečuje, da bi dež napolnil notranjost vrčka, vendar ob intenzivnih padavinah nekaj dežja vseeno uide tudi mimo poklopca. V notranjosti vrčka se tako nabira tekočina, ki deloma izvira iz atmosfere, deloma pa jo izloča list. Tekočina vsebuje številne encime in druge snovi, ki povzročijo smrt in omogočajo prebavo ujetega plena.
- Živali se ujamejo v past, ki se zapre (Dionaea, Utricularia, Aldrovanda). Mehanizem zaznavanja in zapiranja pasti se sproži, ko žival premakne čutne dlačice v pasti. Signal potuje po medceličnih prostorih do celic zapiralk, ki nenadoma izgubijo svojo notranjo trdnost, tako se polovici listne ploskve stisneta. Izrastki na robu listne ploskve pa poskrbijo za rešetko.

### Pleve
Ogrinjalni plevi, krovna pleva in predpleva, ki pri žitih varujejo cvetove v klasku, so se razvile iz pravih listov. 

## Nastanek in razvoj listov
V začetni fazi razvoja je list le izboklina na stebelnem vršičku. Ta izboklina je listna zasnova (listni primordij), ki je sestavljen iz le od 100 do 300 celic. Zasnova se oblikuje s celičnimi delitvami na robovih apikalnega meristema poganjka v vzorcu, ki je značilen za posamezno vrsto. 
Začetna izboklina se povečuje najprej s hitrimi delitvami celic in nato z njihovo rastjo, dokler list ne doseže končne velikosti.
Pri praprotnicah je meristem v vršičku listne zasnove in lahko deluje dalj časa. List praproti se običajno oblikuje iz zavite strukture. Med razvojem se spodnja stran lista podaljšuje hitreje kot zgornja, kar povzroči odvitje in nadaljnji razvoj lista.
Pri kritosemenkah se list razvije v treh stopnjah:
- Organogeneza ali listna iniciacija v apikalnem meristemu poganjka poteka neprekinjeno vse življenje od trenutka, ko se meristem oblikuje v zarodku. Edina izjema so obdobja mirovanja. Določene celice na robu apikalnega meristema postanejo začetne celice lista. Z delitvami začetnih celic lista nastane simetrično stožčasti apikalni klin.
- Morfogeneza – v klinu se oblikujejo posamezna listna podobmočja, z drugačnim razvojem ter drugačno celični in tkivno diferenciacijo.
- celična in tkivna diferenciacija – določi se identiteta posameznih tkiv, izoblikuje se fotosintetsko tkivo, prevodni sistem in povrhnjica.

## Evolucija listov
Evolucijski biologi za list današnjih cevnic uporabljajo izraz megafil, ki strukturo ločuje od predhodnih enostavnih mikrofilov.
Mikrofili se razvijejo kot majhni izrastki stebelnega tkiva, ki pa kljub enostavnosti zelo povečajo fotosintetsko površino. Prvi mikrofili so že imeli reže. S povečanje velikosti mikrofilov v evoluciji so v njih iz žilja stebla že vodile prevodne sledi. Poleg fosilnih rastlin jih imajo danes le še lisičjakovci.
Megafili so zeleni listi sodobnih cevnic. Večina sodobnih ratslin uporablja megafile z razširjenimi ploskvami za lovljenje sončne energije. Zeleni listi so se razvili šle 40 do 50 milijonov let po razvoju prvih cevnic. Prve cevnice iz poznega silurja pred 410 milijoni let so imele enostavno ali razvejano steblo s sporangiji, a so bile brez listov. Megafili so postali splošni šele v devonu pred 360 milijoni let. Razvoj megafilov naj bi bil povezan z dramatičnim, kar 90 % padcem v koncentraciji atmosferskega CO2.
Teorije razvoja megafilov:
- botanik Walter Zimmermann – telomska teorija, ki opisuje zaporedje dogodkov od preproste kopenske rastline z vilasto razraslim in golim poganjkom. Teorija temelji na interpretaciji primerjav med fosilnimi in sodobnimi rastlinami.
- genetska analiza genov s homeozaporedji